# 科米內
50°13′7″N 26°42′10″E / 50.21861°N 26.70278°E
科米內（羅馬化：Komyny）是烏克蘭西部赫梅利尼茨基州舍佩蒂夫卡區伊賈斯拉夫市鎮的村莊。該村處於赫尼利里赫河畔，始建於1713年，面積0.795平方公里，海拔高度219米，2001年人口179。